# Lasiophila semipartita
Lasiophila semipartita är en fjärilsart som beskrevs av Gustav Weymer 1911. Lasiophila semipartita ingår i släktet Lasiophila och familjen praktfjärilar. Inga underarter finns listade i Catalogue of Life.